# Gestroana
Gestroana is een geslacht van rechtvleugeligen uit de familie doornsprinkhanen (Tetrigidae). De wetenschappelijke naam van dit geslacht is voor het eerst geldig gepubliceerd in 1898 door Berg.

## Soorten
Het geslacht Gestroana  is monotypisch en omvat slechts de volgende soort:
- Gestroana discoidea (Bolívar, 1898)